# ナガヅカ
ナガヅカ（学名：Stichaeus grigorjewi）は、スズキ目ゲンゲ亜目タウエガジ科に分類される魚の一種。地方名として、「ワラヅカ」、「ガンズ」、「ガンジ」、「テッキリ」とも呼ばれる。

## 分布
日本海北部、オホーツク海に分布する。

## 特徴
体長は50cm程度で細長い。体色は黄褐色で、体の背部に小さな黒い斑が密にある。下顎は上顎よりも突き出ている。臀鰭は1棘と40～45本の軟条、背鰭は52～57棘からなる。
水深100～300mの深海に生息する。雌は岩礁域に卵を産み、卵塊に体を巻きつけて卵を守る習性がある。

### 卵巣毒
筋肉は練製品の原料となる。しかし、卵巣は有毒（毒成分はジノグネリン）で、頭痛や吐き気を引き起こすことがあるとされるため、取り除かれる。北海道では「ナガズカの卵はカラスも食べない」とか「ハエもつかない」という言い伝えあり。2003年には北海道で1件（患者数4人、死者はいない）の中毒事故が発生している。中毒症状は、胃腸障害（嘔吐、下痢、腹痛）。死亡することはない。